# عبد الله سار (لاعب كرة قدم)
عبد الله سار (بالفرنسية: Abdoulaye Sarr)‏ هو مدرب كرة قدم ولاعب كرة قدم سنغالي في مركز الوسط، ولد في 31 أكتوبر 1951 في السنغال. لعب مع نادي سوناكو ‏.

## وصلات خارجية
- عبد الله سار (لاعب كرة قدم) على موقع الاتحاد الدولي (مؤرشف)  (الإنجليزية)
- عبد الله سار (لاعب كرة قدم) على موقع قاعدة بيانات كرة القدم.إي يو (الإنجليزية)